# Cotesia gordii
Cotesia gordii är en stekelart som först beskrevs av Muesebeck 1926.  Cotesia gordii ingår i släktet Cotesia och familjen bracksteklar. Inga underarter finns listade i Catalogue of Life.